# Melchiade Coletti
Melchiade Coletti (Roma, 25 ottobre 1922 – Roma, 19 settembre 1997) è stato uno sceneggiatore e regista cinematografico italiano.

## Biografia

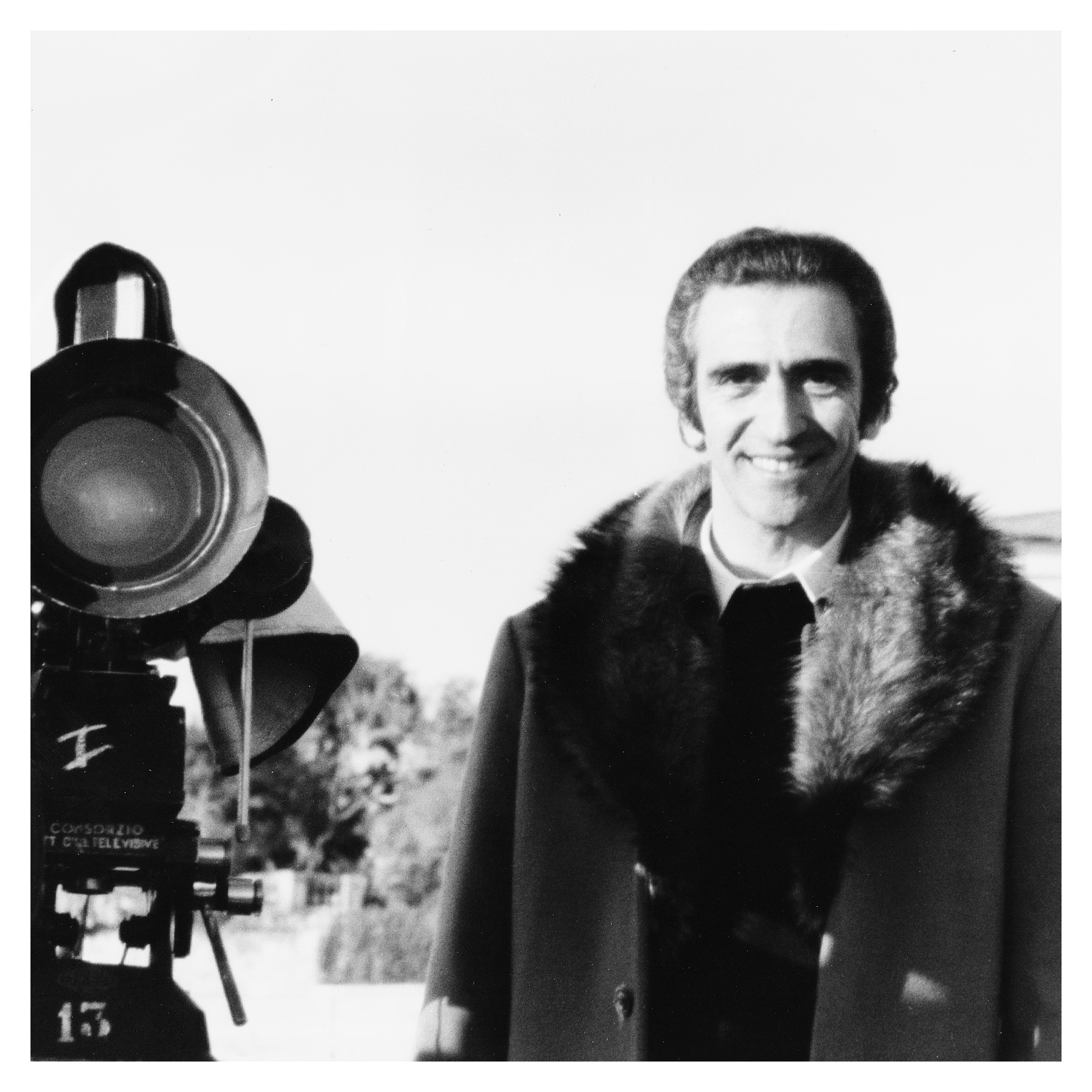
Melchiade Coletti

### Gli anni giovanili
Nel gennaio 1942 parte per la guerra come fante scelto. Con vari problemi di salute arriva al congedo illimitato nel luglio 1946. Durante la sua degenza all'ospedale Forlanini di Roma stringe amicizia con il pittore Achille Pace. Nel 1947 gli viene affidata la direzione artistica della Galleria Canesi di Roma, dove incontra varie personalità dell'arte di quel periodo come Antonio Vangelli, Renato Guttuso, Giulio Turcato, Giovanni Omiccioli e Giorgio de Chirico.

### Cinema
Nel 1949 inizia per Coletti un periodo di studi e di viaggi in Europa per approfondire il cinema. Le sue prime sceneggiature risalgono al periodo del western all'italiana. Nel 1965 scrisse, sotto lo pseudonimo di Mel Collins, 7 dollari sul rosso e nel 1967 Gentleman Jo... uccidi.
Nel 1968 scrive tre mediometraggi sul tema del colore per la Expofilm di Monaco di Baviera, dai titoli Luce e colore, Il colore nell'architettura e Vivere nel colore. Nel corso della sua carriera ha scritto svariate sceneggiature su storie d'amore (Il principio del piacere, 1970; Amore e rabbia, 1968; La signora di Parigi, 1962), altre che riguardavano la storia politica da lui stesso vissuta durante la guerra (Il profanatore delle pietre sacre, 1984; Insieme contro, 1995) e storie più attuali di mafia o di camorra napoletana (Carne Fresca, 1975; Sette passi dalla morte, 1975).
Nel 1976 dirige il film Sfida sul fondo, interpretato da Frederick Stafford, Enzo Maiorca e Dagmar Lassander. Il film vince il 2º premio al Giffoni Film Festival nello stesso anno. Il 17 luglio 1979 nasce l'A.I.S.E., società cinematografica con la finalità “di produrre e rappresentare in forma associata spettacoli teatrali, radio-televisivi, cinematografici e musicali”. Nello stesso anno la società viene accreditata presso la Rai come società fornitrice e Melchiade Coletti viene nominato come regista e sceneggiatore scelto.
Nel 1983 con l'A.I.S.E. uscì il cortometraggio Montespertoli, una laurea, che ottiene il premio qualità dal Ministero del Turismo e dello spettacolo. Nello stesso periodo realizzò su richiesta dalla Regione Toscana un docufilm di un'ora e mezza dal titolo La festa del vino sui vini della Valle del Chianti.

### Progetti non realizzati
Le condizioni cliniche di Coletti non permisero il compimento di tutti i suoi soggetti; molte infatti le sceneggiature mai prodotte a causa del suo cuore debole. Si ricordano: Le campane del paese (1967), Prima della partenza (1971), L'osso dell'amore (1951), Storie di bulli (1959), Processo a Maria (1984), La ragnatela (1974) e molti altri. La sua ultima sceneggiatura è del 1992; il film si sarebbe dovuto intitolare Il sole c'è. Negli anni successivi il regista fu colto da ripetuti infarti: morì il 19 settembre 1997.

## Riconoscimenti
- 2º Premio – Giffoni Film Festival – edizione 1976

## Filmografia
- 7 dollari sul rosso (1966, sceneggiatura, regia di Alberto Cardone)
- Gentleman Jo... uccidi (1967, sceneggiatura, regia di Giorgio Stegani)
- Sfida sul fondo (1976, regia e sceneggiatura)